# حكومة سعدون حمادي
كان نظام الحكم في العراق خلال أغلب فترة حكم حزب البعث العربي الاشتراكي هو نظام رئاسي، وكان رئيس الجهورية هو نفسه رئيس الحكومة.
شغل صدام حسين منصب رئيس الجمهورية العراقية خلفا للرئيس أحمد حسن البكر في 16 تموز 1979، وبالتالي شغل منصب رئيس وزراء العراق.
بعد انتهاء حرب الكويت، كلف رئيس الجهورية صدام حسين السيد سعدون حمادي برئاسة الحكومة في 23 آذار 1991، بعدما شغل صدام حسين منصب رئاسة الوزراء منذ توليه منصب رئاسة الجمهورية عام 1979.
شغل سعدون حمادي منصب رئيس الوزراء للفترة من 23 آذار 1991 لغاية 13 أيلول 1991. كلف بعدها محمد حمزة الزبيدي برئاسة الحكومة.

## قائمة الوزراء
كان قائمة الوزراء في الحكومة التي ترأسها سعدون حمادي كما يلي:
| الوزارة                           | الوزير                           | الملاحظات                                                                                        |
| --------------------------------- | -------------------------------- | ------------------------------------------------------------------------------------------------ |
| رئيس الوزراء                      | سعدون حمادي                      | شغل منصب نائب رئيس الوزراء سابقا                                                                 |
| نائب رئيس الوزراء                 | طارق عزيز                        | مستمر في منصبه                                                                                   |
| نائب رئيس الوزراء                 | محمد حمزة الزبيدي                | شغل منصب وزير النقل المواصلات سابقا                                                              |
| وزير الدفاع                       | سعدي طعمة عباس                   | استمر في منصبه حتى خلفه حسين كامل بتاريخ 6 نيسان 1991                                            |
| وزير الداخلية                     | علي حسن المجيد                   | مستمر في منصبه                                                                                   |
| وزير الخارجية                     | أحمد حسين خضير                   | خلفا لطارق عزيز                                                                                  |
| وزير المالية                      | مجيد عبد جعفر الكرخي             | خلفا لوزير التجارة محمد مهدي صالح والذي شغل المنصب بالوكالة                                      |
| وزير العدل                        | شبيب المالكي                     | خلفا أكرم عبد القادر علي الدوري                                                                  |
| وزير التربية                      | حكمت عبد الله البزاز             | خلفا لعبد القادر عز الدين                                                                        |
| وزير التعليم العالي والبحث العلمي | عبد الرزاق الهاشمي               | خلفا لمنذر إبراهيم الشاوي، علما أنه قد شغل هذا المنصب سابقا من 26 تموز 1981 حتى كانون الأول 1983 |
| وزير العمل والشؤون الاجتماعية     | أوميد مدحت مبارك                 | مستمر في منصبه                                                                                   |
| وزير الصحة                        | عبد السلام محمد سعيد             | مستمر في منصبه                                                                                   |
| وزير الثقافة والإعلام             | حامد يوسف حمادي                  | خلفا للطيف نصيف جاسم الدليمي                                                                     |
| وزير النقل والمواصلات             | عبد الستار أحمد جاسم المعيني     | خلفا لمحمد حمزة الزبيدي                                                                          |
| وزير الزراعة والري                | عبد الوهاب محمود عبد الله الصباغ | مستمر في منصبه                                                                                   |
| وزارة الإسكان والتعمير            | محمود ذياب الأحمد                | خلفا لطاهر محمد حسون المرزوق                                                                     |
| وزير التخطيط                      | سامال مجيد فرج                   | مستمر في منصبه                                                                                   |
| التجارة                           | محمد مهدي صالح                   | مستمر في منصبه                                                                                   |
| وزير الصناعة والتصنيع العسكري     | حسين كامل                        | استمر في منصبه حتى عين عامر السعدي في 6 نيسان 1991                                               |
| وزير النفط                        | حسين كامل                        | استمر في منصبه بالوكالة حتى تعيين أسامة عبد الرزاق الهيتي في 27 أيار 1991                        |
| وزير الأوقاف والشؤون الدينية      | عبد الله فاضل عباس السامرائي     | مستمر في منصبه                                                                                   |
| وزير دولة                         | أرشد أحمد الزيباري               | مستمر في منصبه                                                                                   |
| وزير دولة للشؤون الخارجية         | محمد سعيد الصحاف                 | مستمر في منصبه                                                                                   |
| وزير دولة للشؤون العسكرية         | عبد الجبار شنشل                  | مستمر في منصبه                                                                                   |
| وزير دولة لشؤون النفط             | أسامة عبد الرزاق الهيتي          | شغل المنصب حتى تعيينه وزيرا للنفط في 27 أيار 1991                                                |